# راسیا-۱
راسیا-۱ (روسی: Россия-۱) که در زبان روسی راسیا چیسلو خوانده می‌شود، یک شبکهٔ تلویزیونی دولتی در روسیه است که نخستین بار، در ۲۲ مارس ۱۹۵۱ میلادی در اتحاد جماهیر سوسیالیستی شوروی شروع به کار کرد و از مورخ ۱۳ مه ۱۹۹۱ به «RTR» تغییر نام داد.
این شبکه، زیرمجموعه‌ای از «ВГТРК» و دومین شبکهٔ تلویزیونی پربیننده در روسیه است به نحوی که در هفته، به‌طور میانگین، ۷۵٪ جمعیت شهرنشین در این کشور، آنرا تماشا می‌کنند.